# Lambertusbasilika (Hengelo)

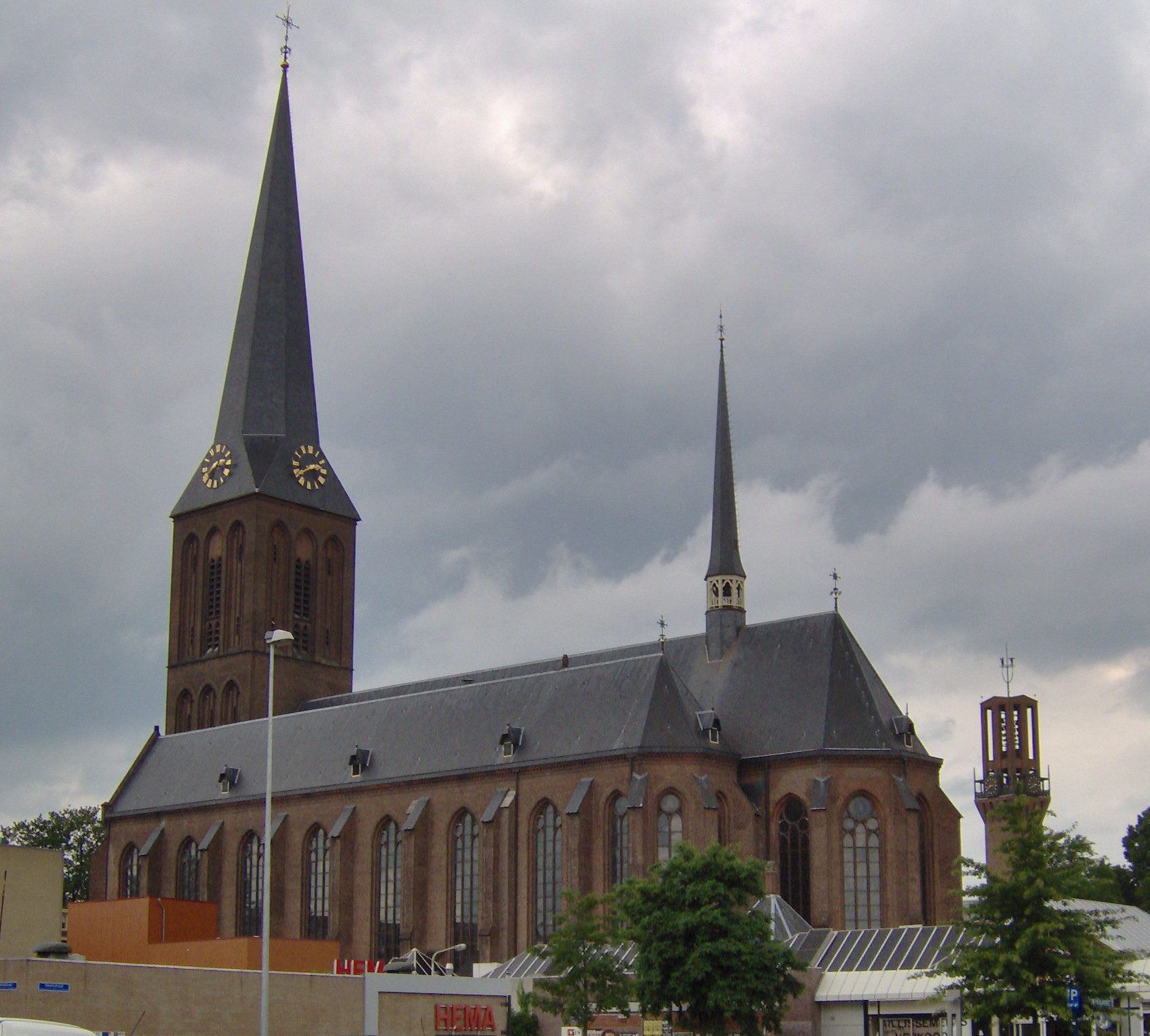
Lambertusbasilika in Hengelo

Die Lambertusbasilika ist eine katholische Kirche in der niederländischen Stadt Hengelo.

## Geschichte
Vermutlich in der ersten Hälfte des 14. Jahrhunderts wurde in Hengelo eine Kapelle errichtet, die dem Heiligen Lambertus geweiht war. Um 1500 wurde diese durch eine steinerne Kirche ersetzt, die zu Beginn des 17. Jahrhunderts an die Protestanten überging. Die Katholiken mussten zunächst in eine „Scheunenkirche“ in Woolde ausweichen und konnten 1786 eine neue Scheunenkirche bei Hengelo errichten.
1887 begannen sie mit dem Bau einer neuen Kirche im neugotischen Stil. Den Zweiten Weltkrieg überstand die Lambertuskirche glimpflich. Von 1948 bis 1951 wurde sie restauriert. 1974 wurde die Kirche zum Rijksmonument ernannt und 1998 von Papst Johannes Paul II. zur Basilica minor erhoben. 2002 fand erneut eine Restaurierung statt.

## Orgel
Die Orgel wurde 1948–1949 durch die Orgelbaufirma Vermeulen (Alkmaar) erbaut. Sie ersetzte ein Instrument der Firma Gradussen (Winssen) aus dem Jahre 1907, das 21 Register auf zwei Manualen hatte. Bereits 1943 gab es Pläne für einen Neubau eines elektro-pneumatischen Instruments mit 57 Registern. Die Neue Orgel wurde mit 45 Registern (2800 Pfeifen) eingeweiht. Erst im Jahre 2007 wurde die Orgel im Zuge einer Restaurierung erweitert, auf nunmehr 58 Register auf vier Manualen und Pedal. Die Trakturen sind elektro-pneumatisch.
| I Hauptwerk C–g3 |       |
| Prestant         | 16′   |
| Viola Major      | 16′   |
| Prestant         | 8′    |
| Fluit Harmoniek  | 8′    |
| Bourdon          | 8′    |
| Octaaf           | 4′    |
| Roerfluit        | 4′    |
| Quint            | 2 ⁄3′ |
| Octaaf           | 2′    |
| Cornet V         | 8′    |
| Mixtuur III-IV   |       |
| Trompet          | 8′    |

| II Positiv C–g3 |        |
| Quintadeen      | 16′    |
| Holfluit        | 8′     |
| Viola di Gamba  | 8′     |
| Vox Coelestis   | 8′     |
| Prestant        | 4′     |
| Dwarsfluit      | 4′     |
| Nasard          | 2 ⁄3′  |
| Flageolet       | 2′     |
| Terts           | 1 3⁄5′ |
| Cymbel III      |        |
| Dulciaan        | 16′    |
| Trompet         | 8′     |
| Schalmey        | 4′     |
| Tremolo         |        |

| III Schwellwerk C–g3 |     |
| Bourdon              | 16′ |
| Prestant             | 8′  |
| Fluit Harmoniek      | 8′  |
| Salicionaal          | 8   |
| Holpijp              | 8′  |
| Fluit Octaviant      | 4   |
| Viola                | 4′  |
| Piccolo Harmoniek    | 2′  |
| Basson               | 16′ |
| Trompet Harmoniek    | 8′  |
| Basson-Hobo          | 8′  |
| Klaroen Harmoniek    | 4′  |
| Tremolo              |     |

| IV Echowerk C–g3 |       |
| Salicionaal      | 8′    |
| Quintadeen       | 8′    |
| Prestant         | 4′    |
| Blokfluit        | 4′    |
| Roerquint        | 2 ⁄3′ |
| Gemshoorn        | 2′    |
| Superquint       | 1 ⁄3′ |
| Nachthoorn       | 1′    |
| Scherp III       |       |
| Kromhoorn        | 8′    |

| Pedal C–g1     |     |
| Resultantbas   | 32′ |
| Prestant       | 16′ |
| Subbas         | 16′ |
| Zacht Gedekt   | 16′ |
| Openbas        | 8′  |
| Fluitbas       | 8′  |
| Gedekt         | 8′  |
| Koraalbas      | 4′  |
| Ruischpijp III |     |
| Bazuin         | 16′ |
| Trombone       | 8′  |

- Koppeln
  - Normalkoppeln: II/I, II/II, III/I, III/II, IV/I, IV/II, IV/III, I/P, II/P, III/P, IV/P
  - Suboktavkoppeln: II/I, II/II, III/I, IV/I, III/II, III/III, IV/II, IV/III, IV/IV
  - Superoktavkoppeln: II/I, III/I, IV/I, III/II, III/III, IV/II, IV/III, IV/IV, I/P, II/P, III/P, IV/P